# Паспорт гражданина Лихтенштейна
Паспорта Лихтенштейна выдаются гражданам Лихтенштейна для поездок за границу. Помимо того, что они служат доказательством гражданства Лихтенштейна, они облегчают процесс получения помощи от консульских должностных лиц Лихтенштейна за границей (или представительств Швейцарии в случае, если представительство Лихтенштейна недоступно).
Паспорт вместе с удостоверением личности Лихтенштейна даёт право на свободу передвижения в любом из государств ЕАСТ и Европейской экономической зоны. Это связано с тем, что Лихтенштейн является государством-членом ЕАСТ, а также в силу того, что он также является членом Европейской экономической зоны (ЕЭЗ) и частью Шенгенской зоны.

## Внешний вид
Паспорта Лихтенштейна синие с гербом Лихтенштейна в центре. Над гербом написаны слова «FÜRSTENTUM LIECHTENSTEIN», а внизу — «REISEPASS» и международный символ биометрического паспорта.

## Возможности гражданства Лихтенштейна
Гражданам Лихтенштейна разрешено проживать в Швейцарии. Кроме того, поскольку Лихтенштейн является членом Европейской экономической зоны (ЕЭЗ), гражданам Лихтенштейна разрешено поселиться в любом государстве-члене ЕЭЗ.

## Визовые требования
По состоянию на март 2020 года граждане Лихтенштейна имели безвизовый или визовый доступ по прибытии в 178 стран и территорий, что дало паспорту Лихтенштейна 13-е место с точки зрения свободы передвижения в целом и самое низкое из стран-членов ЕАСТ, согласно Индексу паспортов Хенли.
В 2017 году подданство Лихтенштейна заняла четырнадцатое место в Индексе гражданства (QNI). Этот индекс отличается от индекса ограничений на выдачу виз, который фокусируется на внешних факторах, включая свободу передвижения. Кроме того, QNI считает, что свобода путешествий зависит от внутренних факторов, таких как мир и стабильность, экономическая мощь и человеческое развитие.
Как государство-член Европейской ассоциации свободной торговли (EFTA), граждане Лихтенштейна пользуются свободой передвижения, чтобы жить и работать в других странах EFTA в соответствии с конвенцией EFTA. Более того, в силу членства Лихтенштейна в Европейском экономическом пространстве (ЕЭЗ) граждане Лихтенштейна также пользуются свободой передвижения во всех государствах-членах ЕЭЗ. Директива о правах граждан определяет право на свободное передвижение для граждан ЕЭЗ, и все граждане ЕАСТ и ЕС не только безвизовые, но и имеют законное право въезжать и проживать в странах друг друга.